# Nguyễn Thế Bôn
Nguyễn Thế Bôn (1926–2009), bí danh Thế Hoan, là một tướng lĩnh Quân đội nhân dân Việt Nam, quân hàm Trung tướng, nguyên Phó Tổng Tham mưu trưởng (1982–1997), nguyên Chủ tịch Hội Người khuyết tật Việt Nam, nguyên Ủy viên Ban Chấp hành Trung ương Đảng Cộng sản Việt Nam khóa V,

## Tiểu sử
Ông sinh năm 1926 tại xã Dư Hàng Kênh, quận lê Chân, thành phố Hải Phòng.
Năm 1945, tham gia cách mạng là đội viên đội tự vệ chiến đấu ở Hải Phòng.
Tháng 12 năm 1946 nhập ngũ vào đơn vị bộ đội địa phương Kiến An, Hải Phòng.
Tháng 2 năm 1948, ông được kết nạp vào Đảng Cộng sản Đông dương (nay là Đảng Cộng sản Việt Nam).
Từ tháng 1 năm 1948 đến tháng 3 năm 1961 ông giữ các chức vụ: Trung đội trưởng thuộc Tiểu đoàn 56, Trung đoàn 42; Đại đội phó rồi Đại đội trưởng Đại đội 107, Tiểu đoàn 766; Tiểu đoàn phó rồi Tiểu đoàn trưởng tiểu đoàn 766, Trung đoàn 66; Tham mưu trưởng Trung đoàn 9; Trung đoàn trưởng Trung đoàn 66; Tham mưu phó rồi Tham mưu trưởng Sư đoàn 304.
Tháng 4 năm 1961 là Tham mưu phó Quân khu Hữu Ngạn; Tháng 11 năm 1961 đến tháng 7 năm 1962 là học viên Trường Văn hóa Bộ Quốc phòng; học viên Trường quân sự Vô-rô-si-lốp tại Liên Xô.
Tháng 12 năm 1964, đến tháng 6 năm 1969 ông giữ các chức vụ: Cán bộ đốc chiến Cục Tham mưu, Bộ Tư lệnh miền Nam; Tham mưu phó Chiến dịch Đồng Xoài, Miền Đông Nam bộ; Tham mưu trưởng Sư đoàn 9 Miền Đông Nam bộ; Sư đoàn phó quyền Sư đoàn trưởng Sư đoàn 9; Sư đoàn trưởng Sư đoàn 7.
Tháng 3 năm 1970 đến tháng 3 năm 1982, ông là Cục trưởng Cục Nhà trường, Bộ Tổng tham mưu; Cục trưởng Cục Quân huấn, Bộ Tổng tham mưu; Tư lệnh Sư đoàn 308; Phó tư lệnh – Tham mưu trưởng Quân đoàn 1; Phó hiệu trưởng Trường sĩ quan Lục quân 1; Phó tư lệnh Quân đoàn 4; Tư lệnh Quân đoàn 7; Phó tư lệnh – Tham mưu trưởng Quân khu 4; Tư lệnh Quân khu 4. Ngày 12–11–1981 Nguyễn Thế Bôn, Thiếu tướng, Phó Tổng Tham mưu trưởng Quân đội nhân dân Việt Nam được giữ chức vụ Tư lệnh Quân khu IV thay Hoàng Minh Thi đã từ trần.
Tháng 4 năm 1982 ông được bổ nhiệm Phó tổng Tham mưu trưởng Quân đội nhân dân Việt Nam. Ông được bầu là Ủy viên Ban Chấp hành Trung ương Đảng Cộng sản Việt Nam khóa V.
Nguyễn Thế Bôn được thăng quân hàm cấp tá: 
- Trung tá năm 1958
- Thượng tá năm 1970
- Đại tá năm 1973

Tháng 1 năm 1997, ông được Đảng, Nhà nước, Quân đội cho nghỉ hưu.
Ông mất vào ngày 05 tháng 8 năm 2009 tại Bệnh viện Trung ương Quân đội 108.

## Lịch sử thụ phong quân hàm cấp tướng
| Quân hàm |             |             |  |  |  |  |  |  |  |  |
| Cấp bậc  | Thiếu tướng | Trung tướng |  |  |  |  |  |  |  |  |
|          |             |             |  |  |  |  |  |  |  |  |

## Khen thưởng
- Huân chương Quân công hạng nhất, nhì
- Huân chương Quân công hạng nhất của Nhà nước Lào
- Huân chương Chiến công giải phóng hạng nhất
- 02 Huân chương Chiến công hạng ba
- Huân chương Lao động hạng ba
- Huân chương Chiến thắng hạng ba
- Huân chương Kháng chiến chống Mỹ, cứu nước hạng nhất
- Huân chương Chiến sĩ vẻ vang hạng nhất, nhì, ba
- Huân chương Chiến sĩ giải phóng hạng nhì, ba
- Huy chương Quân kỳ quyết thắng
- Huy hiệu 60 năm tuổi Đảng